# マルタの国章
マルタの国章（マルタのこくしょう）は、1988年10月28日に制定された。
盾は、国旗と同じデザインである。

## 構成
- 銀（白）と赤の配色は、一説には11世紀にサラセン人からマルタを奪還したシチリア伯ルッジェーロに由来するとも云われる。文章によって使用が認められるのは16世紀からで、赤は純真、白は信仰心を象徴するとされる。
- 盾の左上に飾られているのはイギリスのジョージ・クロスである。これは、マルタがナチス・ドイツと闘った栄誉を讃えて1942年にイギリス国王ジョージ6世からジョージ・クロスを贈られたことに由来する。
- 盾の上部に飾られている城砦冠は要塞都市であるバレッタを象徴している。マルタ騎士団が1565年にオスマン帝国による侵攻の際に籠城して、4万8000人とも伝えられるトルコ兵を相手に奮戦したことからマルタ人の誇りとなっている。
- マルタ語で「マルタ共和国」という国名を記した白いリボンで結ばれたリースは、左が平和を表すオリーブで、右が祝福を表すナツメヤシである。

1964年~1975年の国章
1975年~1988年の国章